# The Gazette (gruppo musicale)
The Gazette (ガゼット?, Gazetto) sono un gruppo j-rock giapponese appartenente al filone del visual kei.
Sotto contratto con la Sony Music Entertainment Japan, sono tra i gruppi musicali di maggior successo e notorietà della scena visual kei e soprattutto del rock giapponese in tutto il mondo.

## Storia del gruppo

### Formazione e primi lavori
I The Gazette si formano a Kanagawa nel marzo del 2002 sotto l'etichetta discografica Matina e nell'aprile dello stesso anno pubblicano il loro primo singolo, Wakaremichi di cui pubblicheranno anche il video ufficiale nel giugno seguente. A settembre pubblicano Kichiku Kyoushi (32sai Dokushin) no Nousatsu Kouza; ad ottobre si esibiscono nel loro primo live ed infine il 25 dicembre 2002 pubblicheranno una compilation di 5 canzoni intitolata Yougenkyou insieme alla canzone Okuribi.
Nel 2003 il batterista Yune viene sostituito da Kai, poco dopo il gruppo firma un contratto con la casa discografica PS COMPANY ed a maggio pubblicano il loro primo EP, Cockayne Soup. Nello stesso anno prenderanno parte a due tour, il primo con la band Hanamuke ed il secondo con i Vidoll. Successivamente la band pubblicherà altri tre EP, Akuyuukai il 25 giugno, Spermargarita il 30 luglio e Hankou Seimeibun il primo ottobre.
Nel marzo del 2004 pubblicano il loro quinto EP, Madara successivamente ad ottobre 2004 esce il loro primo album, Disorder.
La band inizia il 2005 con una serie di concerti che si concluderà con un'ultima tappa a Shibuya e successivamente a luglio pubblicheranno il loro sesto EP, Gama.
L'8 febbraio 2006 pubblicano il loro secondo album, Nil ed a maggio 2006 pubblicano il loro primo album compilation, Dainihon itangeishateki nōmiso gyaku kaiten zekkyō ongenshū. Nel corso del 2006 la band pubblica due nuovi singoli, Regret, il 25 ottobre e Filth in the Beauty il 1º novembre.
Agli inizi del 2007 la band pubblica un nuovo singolo, Hyena ed il 4 luglio pubblicano il terzo album, Stacked Rubbish al quale seguirà un lungo tour nel corso del 2007 e del 2008 che li porterà per la prima volta a fare concerti in Europa, in Inghilterra, Finlandia, Francia e Germania.
Nel 2008 i The Gazette hanno inciso e distribuito due singoli: Guren il 13 febbraio e Leech il 12 novembre.
Il 3 gennaio 2009 la band si esibirà in un concerto insieme ad altre band della loro etichetta discografica, PS COMPANY, dove annunceranno che a marzo dello stesso anno pubblicheranno un nuovo singolo, Distress and Coma.
La band pubblicherà il suo quarto album intitolato Dim seguito da un altro tour in Giappone ed il 7 ottobre pubblicano un nuovo singolo, Before I Decay.

### Anni 2010
Nel marzo del 2010 i The Gazette iniziano il Standing Live Tour 10 (The End of Stillness) e dopo di esso annunceranno un nuovo tour ed un nuovo singolo, Shiver, quest'ultimo diventerà l'opening della seconda stagione di Black Butler, anime giapponese di notevole successo tra le folle di fan del gruppo. Shiver è inoltre il primo brano che la band pubblicherà sotto la nuova etichetta discografica Sony Music Records. Subito dopo l'ultimo tour la band annuncerà due ulteriori singoli, Red e Pledge.
Nel corso del 2011 la band farà uscire due nuovi singoli, il primo, Vortex pubblicato il 25 maggio mentre il secondo, Remember the Urge il 31 agosto. Infine insieme all'uscita di quest'ultimo annunceranno l'uscita del loro quinto album, Toxic prevista per il 5 ottobre e subito dopo partiranno per il live tour 11 Venomous Cell il quale prevederà ben 28 esibizioni in 27 città per concludersi alla Yokohama Arena il 14 gennaio 2012.
Durante l'ultimo concerto dell'11 Venomous Cell Tour la band annuncia che verrà organizzato un concerto in onore dei loro 10 anni di attività ed insieme a questo annunciano il loro sesto album in studio, Division che uscirà il 29 agosto 2012 in Giappone mentre il 1º ottobre in Europa ed Inghilterra.
Il 21 agosto 2013 l'uscita del singolo Fadeless anticipa il loro settimo album in studio, Beautiful Deformity che verrà pubblicato il 23 ottobre seguente e per promuovere entrambe le uscite annunciano un nuovo live tour mondiale chiamato The Gazette Live Tour13 Beautiful Deformity Magnificent Malformed Box che è durato dal 2 novembre al 28 dicembre 2013.

## Formazione

### Formazione attuale
- Ruki - voce (2002-presente)
- Uruha - chitarra (2002-presente)
- Aoi - chitarra (2002-presente)
- Kai - batteria, leader della band (2003-presente)

### Ex componenti
- Yune - batteria (2002-2003)
- Reita - basso (2002-2024[4])

## Discografia

### Album in studio
- 2004 – Disorder
- 2006 – Nil
- 2007 – Stacked Rubbish
- 2009 – Dim
- 2011 – Toxic
- 2012 – Division
- 2013 – Beautiful Deformity
- 2015 – Dogma
- 2018 – Ninth
- 2021 – Mass

### Raccolte
- 2006 – Dainihon itangeishateki nōmiso gyaku kaiten zekkyō ongenshū
- 2011 – Traces Best of 2005-2009

### EP
- 2003 – Cockayne Soup
- 2003 – Akuyuukai
- 2003 – Spermargarita
- 2003 – Hankou Seimeibun
- 2004 – Madara
- 2005 – Gama

### Singoli
- Wakaremichi (別れ道; Crossroads) (30 aprile 2002)
- Kichiku Kyoushi (32sai Dokushin) no Nousatsu Kouza (鬼畜教師(32才独身) の悩殺講座; Facinating Courses of a (32 Year-Old Single) Brutish Teacher) (30 agosto 2002)
- Gozen 0-ji no Trauma Radio (午前0時のとらうまラヂヲ; The Radio of Post Traumatic Stress Disorder at 0:00) (1º novembre 2003)
- Zakurogata no Yuuutsu (ザクロ型の憂鬱; Pomegranate Styled Despression) (28 giugno 2004)
- Zetsu (舐～zetsu～; Lick) (28 giugno 2004)
- Miseinen (未成年; Minor) (28 giugno 2004)
- Reila (9 marzo 2005)
- Cassis (7 dicembre 2005)
- Regret (25 ottobre 2006)
- Filth in the beauty (1º novembre 2006)
- Hyena (7 febbraio 2007)
- Guren (紅蓮; Crimson Lotus) (13 febbraio 2008)
- Leech (12 novembre 2008)
- Distress and Coma (25 marzo 2009)
- Before I Decay (7 ottobre 2009)
- Shiver (21 giugno 2010)
- Red (22 settembre 2010)
- Pledge (15 dicembre 2010)
- Vortex (25 maggio 2011)
- Remember the Urge (31 agosto 2011)
- The Suicide Circus (6 ottobre 2011)
- Fadeless (21 agosto 2013)
- Inside Beast (23 ottobre 2013)
- Ugly (18 novembre 2015)
- Undying (27 aprile 2016)

### Videografia
- Shichoukaku Shitsu (視聴覚 質) (30 agosto, 2002)
- Sentimental Video (センチメンタルビデオ) (1º marzo, 2003)
- -Matina- Final Prelude Live (10 aprile 2003) (Artisti vari)
- Hyakkiyagyou (百鬼夜行) (1º ottobre 2003)
- Tokyo Saihan -Judgement Day- (東京裁判-Judgement Day-) (28 aprile 2004, PS Company)
- Madara (DVD) (斑蠡-Madara-) (26 maggio 2004, PS Company)
- Heisei Banka (平成挽歌) (25 agosto, 2004, PS Company)
- Peace & Smile Carnival Tour 2005 (～笑顔でファッキュー～) (2006, King Records) (con Miyavi, Kagrra, Kra & Alice Nine)
- Standing Tour 2005 Final Maximum Royal Disorder at 2005.4.17 Shibuya Kokaido Live (Standing Tour 2005 Final 「M.R.D」 at 2005.4.17 渋谷公会堂) (6 luglio 2005, King Records)
- Film Bug I (7 giugno, 2006, King Records)
- Standing Tour 2006 Nameless Liberty. Six Guns... -Tour Final- at Nippon Budokan (日本武道館) (6 settembre 2006, King Records)
- Tour 2006-2007 Decomposition Beauty—Final "Meaningless Art That People Showed" at Yokohama Arena (13 giugno 2007, King Records)
- Tour 2007-2008 Stacked Rubbish Grand Finale [Repeated Countless Error] at Yoyogi National Gymnasium (6 agosto 2008, King Records)
- Peace & Smile Carnival Tour 2009 at Nippon Budokan (日本武道館) (15 aprile 2009, King Records) (con Miyavi, Kagrra, Kra, Alice Nine, Screw & Sug)
- Tour09 -Dim Scene- Final at Saitama Super Arena (16 dicembre 2009, King Records)
- Film Bug II (4 agosto, 2010, King Records)
- The Nameless Liberty 10.12.26 at Tokyo Dome (6 aprile 2011, Sony Music Records)